# Villa van Lucius Lucullus

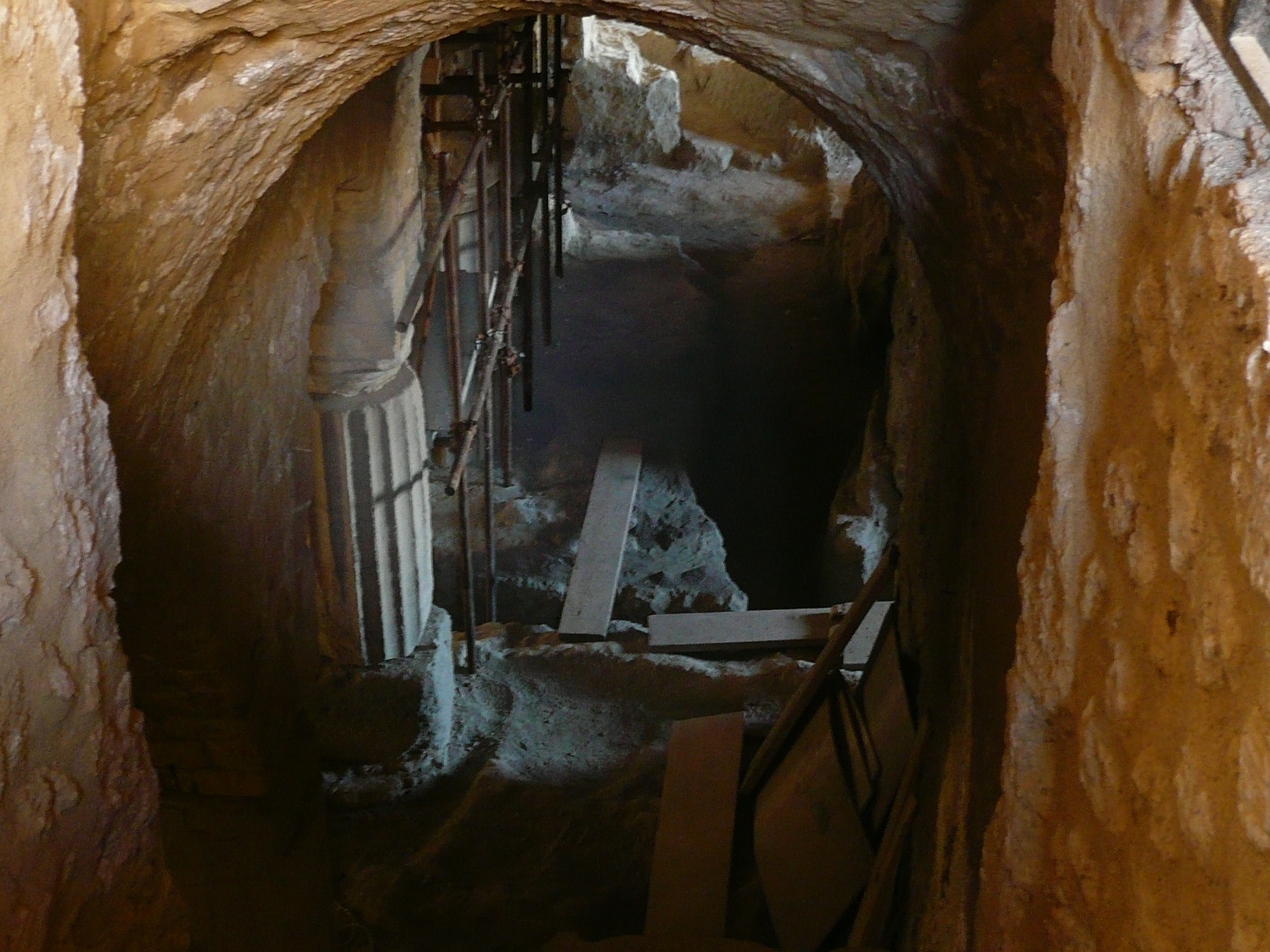
Romeinse kelder in het fort Castel dell'Ovo

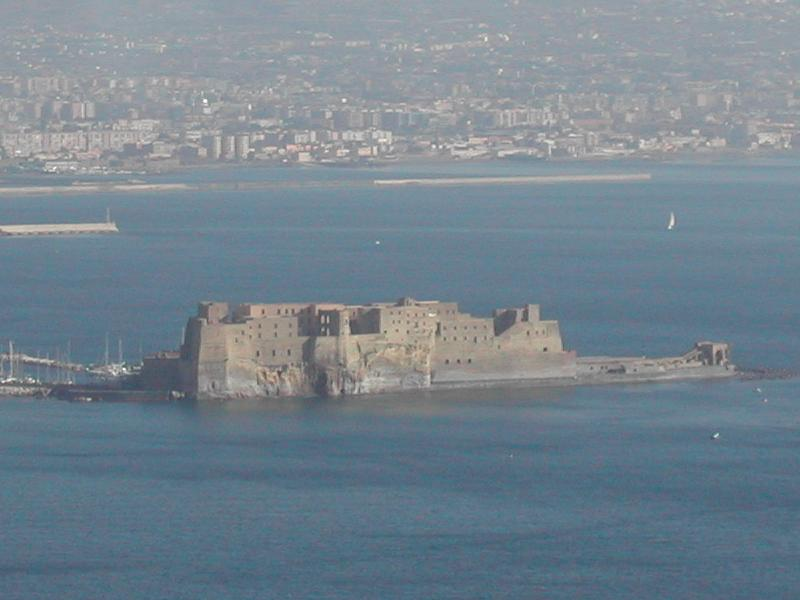
Eilandje Megaride met Castel dell'Ovo

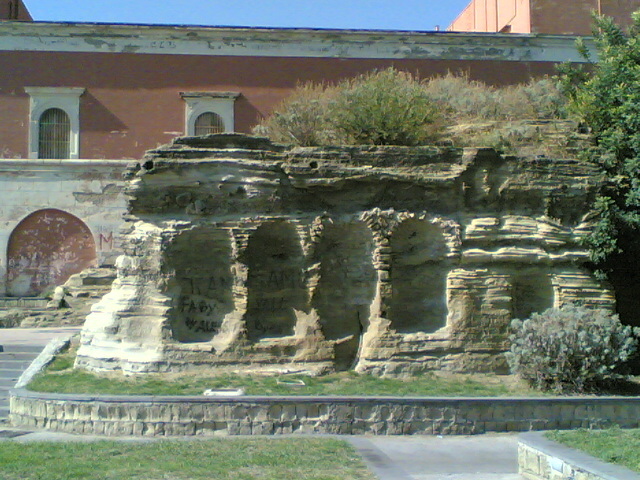
Ruïne van de villa in Monte Echia

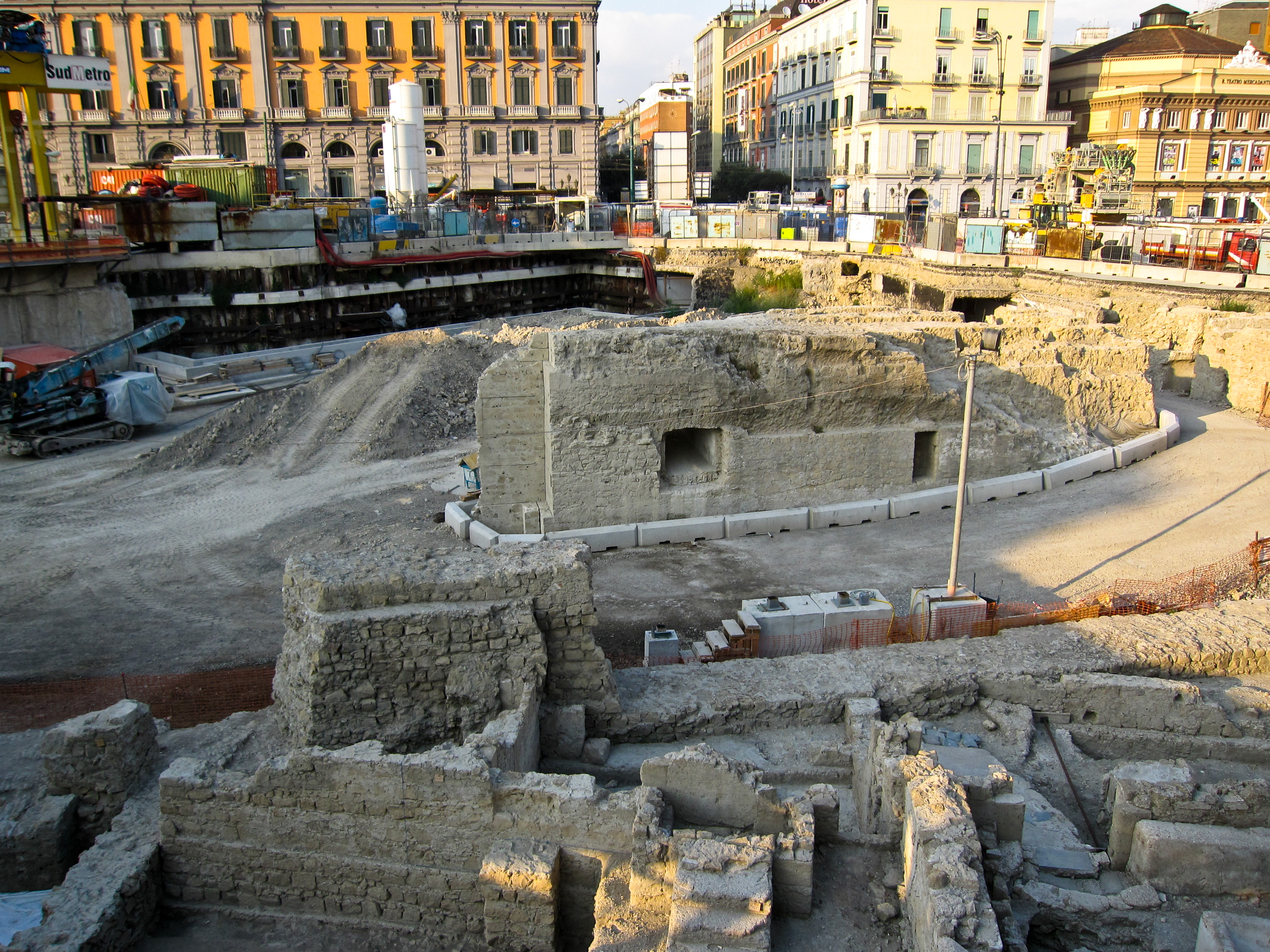
Ruïne van de villa op de Piazza Municipio

De villa (1e eeuw v.Chr.) in Napels van Lucius Licinius Lucullus, Romeins generaal, was een van de vier villa’s van de schatrijke militair. Daarnaast was er een villa in Rome, bekend om de Horti Luculliani of Tuinen van Lucullus. Een derde stond in Tusculum in de Albaanse Heuvels. In deze laatste stond een bibliotheek van Lucullus, de andere bibliotheek stond in zijn paleis in Napels. De vierde villa stond op het eilandje Nisida in de baai van Napels.

## Inrichting
In Napels zelf was de villa, of beter gesteld het paleis, luxueus ingericht. Het omvatte meerdere gebouwen en strekte zich uit over een kilometerslang terrein aan de kustlijn van de stad. Ook het vlak ernaast gelegen eilandje Megaride en de berg Echia behoorden tot het domein van de generaal. De generaal kocht dit gebied, dat meerdere eeuwen tevoren voor het eerst bewoond was door Griekse kolonisten. De precieze lengte van de villa of villa’s in het complex is niet bekend omdat de archeologische opzoekingen bemoeilijkt zijn door de stedelijke expansie van Napels in de Middeleeuwen.
Het domein van generaal Lucullus straalde de luxe uit die hij meegebracht had uit zijn veldtochten in Asia. De tuinen van het uitgestrekt domein waren, volgens Plutarchus somptueus ingericht. Ze bevatten standbeelden, zwembaden, meren, alsook bloemen en bomen afkomstig uit diverse streken van het Romeinse Rijk. Nieuw voor de Romeinen waren de kersenboom en de perzikboom. Deze had Lucullus meegebracht uit Klein-Azië respectievelijk Perzië. De tuinen nodigden Lucullus uit tot ‘otium’ of ‘niets doen’. Naast niets doen liet Lucullus banketten doorgaan in zijn paleis en in de tuinen. Romeinse gasten maakten er kennis met perziken uit Perzië. Ook waren er moeralen in diverse kleuren te bespeuren in de visvijvers.
Het paleis bezat een uitgestrekte bibliotheek, de grootste in het bezit van een Romein. Romeinse geleerden reisden naar Napels om deze te consulteren. Lucullus was een belezen man in Oud-Griekse literatuur en steunde openlijk Helleense culturele invloeden in het Romeinse Rijk.
Nadat Lucullus stierf in 56 v.Chr. geraakte de villa in het bezit van de keizerlijke familie, de Julisch-Claudische dynastie. Dezen resideerden in het paleis tijdens hun verblijf in Napels. Nadien geraakte het domein regelmatig verwaarloosd, geplunderd en ten dele verwoest door aardbevingen.

## Ruïnes
De volgende kernen van ruïnes zijn min of meer blootgelegd: deze op het eilandje Megaride, deze hiertegenover aan land en de ruïne aan de Piazza del Municipio, een groot plein in het centrum van Napels.
- Keizer Valentinianus III liet het gebouw op Megaride ombouwen tot een fort (begin 5e eeuw): het Castrum Lucullanum, naar Lucullus genoemd. Odoacer sloot er later in de 5e eeuw keizer Romulus Augustulus op, de laatste keizer van het West-Romeinse Rijk. Nadien verbleven Byzantijnse monniken in het fort die er een klooster van maakten. De naam van Eugippius uit Pannonia wordt vaak genoemd als stichter van het klooster in het Castrum Lucullanum. De Arabieren lieten het Romeinse fort/klooster afbreken (circa 900). Op deze plaats richtten de Noormannen later een fort op: het Castel dell’Ovo.[5] In de kelders van het fort is nog een Romeinse zuilengang te vinden: la sale delle colonne.
- De gebouwen op de Monte Echia overleefden de Romeinse Tijd nog lang nadien. Pas in de 16e eeuw liet vicekoning Andrea Carafa ze afbreken om plaats te maken voor een kazerne. Het kwam nadien in handen van de Spaanse infanterie van het koninkrijk Napels.
- De ruïnes in de wijk Pizzofalcone geraakten bedolven door bouwwerken van nieuwe bewoners.
- De ruïne op de huidige Piazza Municipio werd blootgelegd bij de graafwerken van de metrolijn n° 1. Hier werd een tot nu toe onbekend badhuis uit de 2e eeuw ontdekt; het badhuis was eigendom van Romeinse keizers.